# Liste de peintures de Joseph-Marie Vien
Cette page dresse la Liste des peintures de Joseph-Marie Vien, peintre français du XVIIIe siècle.

## Liste
| Image | Titre | Technique                                        | Date           | Commentaire | Lieu de conservation                             | N° de catalogue raisonné (Gaehtgens et Lugand, 1988) |
| ----- | --- | ------------------------------------------------ | -------------- | ----------- | ------------------------------------------------ | ---------------------------------------------------- |
|       | |                                                  |                |             |                                                  |                                                      |
|       | Josué arrêtant le soleil                                                                                           | Huile sur toile 64 x 96 cm                       | 1742-1743      |             | Montpellier, musée Fabre                         | 1                                                    |
|       | La construction de l'arche                                                                                         | Huile sur toile 58 x 70 cm                       | 1742-1743      |             | Montluçon, musée                                 | 2                                                    |
|       | David se soumettant à la volonté du seigneur qui a frappé son peuple de la peste                                   | Huile sur toile 104 x 138 cm                     | 1743           |             | Paris, École nationale supérieure des Beaux-Arts | 7                                                    |
|       | David se soumettant à la volonté du seigneur qui a frappé son peuple de la peste                                   | Huile sur toile 38 x 51 cm                       | 1743           |             | Collection particulière                          | 8                                                    |
|       | Suzanne et les vieillards                                                                                          | Huile sur toile 65 x 81 cm                       | 1743-1744      |             | Nantes, musée d'Arts                             | 9                                                    |
|       | Suzanne et les vieillards                                                                                          | Huile sur toile 36 x 44 cm                       | 1743-1744      |             | Montpellier, musée Atger                         | 10                                                   |
|       | Suzanne et les vieillards                                                                                          | Huile sur toile 65 x 82 cm                       | vers 1744      |             | Collection particulière                          | 11                                                   |
|       | Autoportrait | Huile sur toile 63 x 48 cm                       | 1745           |             | Versailles, musée national du château            | 15                                                   |
|       | Portrait du sculpteur Jacques Saly                                                                                 | Huile sur toile 64 x 48 cm                       | 1745           |             | Copenhague, Académie des Beaux-Arts              | 16                                                   |
|       | Académie d'homme                                                                                                   | Huile sur toile 88 x 71 cm                       | 1745-1750      |             | Toulouse, musée des Augustins                    | 18                                                   |
|       | Académie d'homme                                                                                                   | Huile sur toile 50 x 60 cm                       | 1745-1750      |             | Nice, musée des Beaux-Arts Jules-Chéret          | 19                                                   |
|       | Académie d'homme                                                                                                   | Huile sur toile 95 x 130 cm                      | 1745-1750      |             | Collection particulière                          | 19a                                                  |
|       | Académie d'homme                                                                                                   | Huile sur toile 73 x 97 cm                       | 1745-1750      |             | Montpellier, musée Fabre                         | 20                                                   |
|       | Saint Jean-Baptiste dans le désert                                                                                 | Huile sur toile 321 x 159 cm                     | vers 1746      |             | Montpellier, musée Fabre                         | 23                                                   |
|       | Saint Jean-Baptiste dans le désert                                                                                 | Huile sur papier 34 x 22 cm                      | vers 1746      |             | Paris, musée du Louvre                           | 24                                                   |
|       | Loth et ses filles                                                                                                 | Huile sur toile 64 x 80 cm                       | 1747           |             | Le Havre, musée André-Malraux                    | 26                                                   |
|       | Loth et ses filles                                                                                                 | Huile sur papier marouflé sur toile 23 x 31 cm   | 1747           |             | Caen, musée des Beaux-Arts                       | 27                                                   |
|       | Sainte Marthe reçoit Jésus à Béthanie                                                                              | Huile sur toile 312 x 202 cm                     | 1747           |             | Tarascon, église Sainte-Marthe                   | 29                                                   |
|       | La Résurrection de Lazare                                                                                          | Huile sur toile 312 x 202 cm                     | 1747           |             | Tarascon, église Sainte-Marthe                   | 30                                                   |
|       | Arrivée de sainte Marthe à Marseille                                                                               | Huile sur toile 312 x 202 cm                     | 1748           |             | Tarascon, église Sainte-Marthe                   | 31                                                   |
|       | Sainte Marthe prêchant l'Evangile à Tarascon                                                                       | Huile sur toile 312 x 202 cm                     | 1748           |             | Tarascon, église Sainte-Marthe                   | 32                                                   |
|       | Agonie de sainte Marthe                                                                                            | Huile sur toile 312 x 202 cm                     | 1748           |             | Tarascon, église Sainte-Marthe                   | 33                                                   |
|       | Ensevelissement de sainte Marthe                                                                                   | Huile sur toile 312 x 202 cm                     | 1749           |             | Tarascon, église Sainte-Marthe                   | 34                                                   |
|       | Tête de vieillard                                                                                                  | Huile sur toile 62 x 47 cm                       | vers 1748      |             | Rouen, musée des Beaux-Arts                      | 40                                                   |
|       | Étude de tête pour l'ambassadeur du Mogol                                                                          | Huile sur papier 26 x 20 cm                      | 1748           |             | Paris, musée du Petit Palais                     | 41                                                   |
|       | Étude de tête pour la sultane noire                                                                                | Huile sur papier 26 x 20 cm                      | 1748           |             | Paris, musée du Petit Palais                     | 42                                                   |
|       | Étude de tête pour la sultane reine                                                                                | Huile sur papier 29 x 22 cm                      | 1748           |             | Paris, musée du Petit Palais                     | 43                                                   |
|       | Sarah présentant Agar à Abraham                                                                                    | Huile sur toile                                  | 1749           |             | Montpellier, musée Fabre                         | Non catalogué                                        |
|       | L'ermite endormi                                                                                                   | Huile sur toile 223 x 148 cm                     | 1750           |             | Paris, musée du Louvre                           | 51                                                   |
|       | Tête d'un ermite endormi                                                                                           | Huile sur toile 63 x 50 cm                       | vers 1750      |             | Orléans, musée des Beaux-Arts                    | 52                                                   |
|       | Tête de soldat casqué                                                                                              | Huile sur toile 57 x 50 cm                       | vers 1750      |             | Béziers, musée des Beaux-Arts                    | 53                                                   |
|       | Saint Jérôme endormi                                                                                               | Huile sur toile 85 x 50 cm                       | 1750           |             | Reims, musée des Beaux-Arts                      | 56                                                   |
|       | Tête de vieillard                                                                                                  | Huile sur toile 55 x 41 cm                       | vers 1750      |             | Collection particulière                          | 56a                                                  |
|       | Saint Jérôme contemplant un crâne                                                                                  | Huile sur toile 95 x 82 cm                       | 1750-1755      |             | La Fère, musée Jeanne d'Aboville                 | 57                                                   |
|       | Saint Pierre | Huile sur toile 56 x 48 cm                       | vers 1751      |             | Collection particulière                          | 58                                                   |
|       | Le Christ en Croix                                                                                                 | Huile sur toile 160 x 115 cm                     | vers 1751      |             | Nîmes, musée des Beaux-Arts                      | 59                                                   |
|       | L'embarquement de sainte Marthe                                                                                    | Huile sur toile 250 x 470 cm                     | 1751           |             | Tarascon, église Sainte-Marthe                   | 60                                                   |
|       | L'embarquement de sainte Marthe                                                                                    | Huile sur toile 26 x 49 cm                       | 1751           |             | Montpellier, musée Atger                         | 61                                                   |
|       | L'embarquement de sainte Marthe                                                                                    | Huile sur toile 26 x 49 cm                       | 1751           |             | Montpellier, musée Atger                         | 62                                                   |
|       | Saint Barthélemy                                                                                                   | Huile sur toile 90 x 73 cm                       | 1751-1755      |             | Riom, musée Francisque-Mandet                    | 63                                                   |
|       | Le centenier aux pieds du Christ                                                                                   | Huile sur toile 305 x 530 cm                     | 1752           |             | Marseille, musée des Beaux-Arts                  | 64                                                   |
|       | Le centenier aux pieds du Christ                                                                                   | Huile sur papier marouflé sur toile 33 x 56 cm   | vers 1752      |             | Brest, musée des Beaux-Arts                      | 65                                                   |
|       | Le centenier aux pieds du Christ                                                                                   | Huile sur toile 34 x 57 cm                       | vers 1752      |             | Avignon, musée Calvet                            | 66                                                   |
|       | Suzanne et les vieillards                                                                                          | Huile sur toile 66 x 82 cm                       | 1752           |             | Collection particulière                          | 67                                                   |
|       | Le Martyre de sainte Catherine                                                                                     | Huile sur toile 234 x 140 cm                     | 1752           |             | Paris, cathédrale Notre-Dame                     | 68                                                   |
|       | Saint Jean-Baptiste                                                                                                | Huile sur toile 112 x 90 cm                      | 1752-1753      |             | Crécy, église                                    | 72                                                   |
|       | Saint Éloi | Huile sur toile 112 x 90 cm                      | 1752-1753      |             | Crécy, église                                    | 73                                                   |
|       | La Visitation | Huile sur toile 35 x 22 cm                       | 1752           |             | Rouen, musée des Beaux-Arts                      | 74                                                   |
|       | La guérison du paralytique                                                                                         | Huile sur toile 305 x 530 cm                     | 1752-1759      |             | Marseille, musée des Beaux-Arts                  | 80                                                   |
|       | Dédale et Icare | Huile sur toile 195 x 130 cm                     | 1754           |             | Paris, École nationale supérieure des Beaux-Arts | 87                                                   |
|       | Dédale et Icare | Huile sur toile                                  | avant 1757     |             | Penza, Galerie de peinture K.A. Savitsky         | 87a                                                  |
|       | Dédale et Icare | Huile sur bois 27 x 20 cm                        | 1753           |             | Montpellier, musée Fabre                         | 88                                                   |
|       | Saint Pierre | Huile sur toile 263 x 177 cm                     | 1754           |             | Paris, église Saint-Merry                        | 89                                                   |
|       | Jésus parmi les docteurs                                                                                           | Huile sur toile 280 x 210 cm                     | 1750-1755      |             | Clairvaux-les-Lacs, église Saint-Nithier         | 90                                                   |
|       | Tête de Minerve, d'après l'Antique                                                                                 | Encaustique sur bois 81 x 64 cm                  | 1754           |             | Saint-Pétersbourg, musée de l'Ermitage           | 91                                                   |
|       | Tête d'Anacréon | Huile sur toile 54 x 43 cm                       | 1754-1755      |             | Saint-Pétersbourg, musée de l'Ermitage           | 92                                                   |
|       | Vase de fleurs | Encaustique (?) sur bois 31 x 24 cm              | 1754-1755      |             | Rouen, musée des Beaux-Arts                      | 94                                                   |
|       | Branche de fleurs                                                                                                  | Huile sur toile 46 x 17 cm                       | 1750-1760      |             | Béziers, musée des Beaux-Arts                    | 95                                                   |
|       | Vieillard endormi                                                                                                  | Huile sur toile 64 x 51 cm                       | 1754-1755      |             | Montpellier, musée Fabre                         | 103                                                  |
|       | Tête de vieillard                                                                                                  | Huile sur toile 64 x 52 cm                       | 1754-1755      |             | Narbonne, musée des Beaux-Arts                   | 104                                                  |
|       | Tête de vieillard                                                                                                  | Huile sur toile 60 x 47 cm                       | 1754-1755      |             | Troyes, musée des Beaux-Arts                     | 105                                                  |
|       | Vénus sortant des eaux                                                                                             | Huile sur toile 195 x 292 cm                     | 1754-1755      |             | Pouchkine, Palais Catherine                      | 110                                                  |
|       | Vénus sortant des eaux                                                                                             | Huile sur toile 32,3 x 41,2 cm                   | 1754-1755      |             | Los Angeles, Los Angeles County Museum of Art    | 112                                                  |
|       | Prêtresse brodant pour l'ornement d'un temple                                                                      | Huile sur toile                                  | 1754-1755      |             | Montpellier, musée Fabre                         | 116                                                  |
|       | Prêtresse brodant pour l'ornement d'un temple                                                                      | Huile sur carton 13 x 11 cm                      | 1754-1755      |             | Béziers, musée des Beaux-Arts                    | 117                                                  |
|       | Une femme qui arrose un pot de fleurs                                                                              | Huile sur carton 12 x 9 cm                       | vers 1755      |             | Béziers, musée des Beaux-Arts                    | 120                                                  |
|       | Saint Germain, évêque d'Auxerre, et saint Vincent, diacre de l'église de Saragosse                                 | Huile sur toile 214 x 164 cm                     | 1755           |             | Castres, musée Goya                              | 121                                                  |
|       | Saint Germain, évêque d'Auxerre, et saint Vincent, diacre de l'église de Saragosse                                 | Huile sur toile 200 x 150 cm                     | après 1755     |             | Paris, église Saint-Germain-l'Auxerrois          | 123                                                  |
|       | L'Assomption de la Vierge                                                                                          | Huile sur papier marouflé sur panneau 39 x 20 cm | vers 1755      |             | Collection particulière                          | 123a                                                 |
|       | Prélat invoquant la Vierge                                                                                         | Huile sur carton 29 x 21 cm                      | vers 1755      |             | Rouen, musée des Beaux-Arts                      | 124                                                  |
|       | La Flagellation | Huile sur toile 79 x 39 cm                       | vers 1755      |             | Collection particulière                          | 125                                                  |
|       | La Force | Huile sur toile 102 x 145 cm                     | 1756           |             | Copenhague, Amalienborg, Palais de Christian VII | 126                                                  |
|       | La Prudence | Huile sur toile 102 x 145 cm                     | 1756           |             | Copenhague, Amalienborg, Palais de Christian VII | 127                                                  |
|       | L'Amour de la Patrie                                                                                               | Huile sur toile 102 x 145 cm                     | 1756           |             | Copenhague, Amalienborg, Palais de Christian VII | 128                                                  |
|       | Orphée | Huile sur toile 102 x 145 cm                     | 1756           |             | Copenhague, Amalienborg, Palais de Christian VII | 129                                                  |
|       | Amphion | Huile sur toile 102 x 145 cm                     | 1756           |             | Copenhague, Amalienborg, Palais de Christian VII | 130                                                  |
|       | La Force | Huile sur papier marouflé sur carton 16 x 21 cm  | 1754-1756      |             | Montpellier, musée Fabre                         | 130a                                                 |
|       | La Prudence | Huile sur papier marouflé sur carton 14 x 20 cm  | 1756           |             | Collection particulière                          | 130b                                                 |
|       | L'Architecture | Huile sur papier marouflé sur carton 12 x 21 cm  | 1754-1756      |             | Montpellier, musée Fabre                         | 132                                                  |
|       | Allégorie | Huile sur carton 22 x 27 cm                      | vers 1755      |             | Rouen, musée des Beaux-Arts                      | 136                                                  |
|       | Sainte Thérèse | Huile sur toile 113 x 94 cm                      | 1754-1755      |             | Collection particulière                          | 137                                                  |
|       | L'Enlèvement d'Europe                                                                                              | Huile sur papier marouflé sur carton 15 x 21 cm  | vers 1755      |             | Collection particulière                          | 139                                                  |
|       | Léda et le cygne                                                                                                   | Huile sur carton 12 x 9 cm                       | vers 1755      |             | Béziers, musée des Beaux-Arts                    | 140                                                  |
|       | La douce mélancolie                                                                                                | Huile sur toile 68 x 55 cm                       | 1756           |             | Cleveland, Museum of Art                         | 141                                                  |
|       | La douce mélancolie                                                                                                | Huile sur carton 14 x 12 cm                      | vers 1756      |             | Montpellier, musée Fabre                         | 142                                                  |
|       | La Présentation de Jésus au temple                                                                                 | Huile sur toile 414 x 231 cm                     | 1756           |             | Avignon, musée Calvet                            | 143                                                  |
|       | La Présentation de Jésus au temple                                                                                 | Huile sur papier marouflé sur carton 29 x 19 cm  | vers 1756      |             | Montpellier, musée Fabre                         | 144                                                  |
|       | La Présentation de Jésus au temple                                                                                 | Huile sur papier marouflé sur toile 27 x 18 cm   | vers 1756      |             | Bordeaux, musée des Beaux-Arts                   | 145                                                  |
|       | Saint Jean l'Evangéliste                                                                                           | Huile sur toile 245 x 179 cm                     | 1756           |             | Montpellier, chapelle de l'Hôpital général       | 146                                                  |
|       | Jeune grecque tenant sur son doigt un serin                                                                        | Huile sur toile 81 x 64 cm                       | vers 1760      |             | Collection particulière                          | 148                                                  |
|       | L'Enlèvement de Proserpine                                                                                         | Huile sur toile 320 x 320 cm                     | 1757           |             | Grenoble, musée de Grenoble                      | 149                                                  |
|       | Amours jouant avec des fleurs, des cygnes et des colombes                                                          | Huile sur toile 260 x 164 cm                     | 1758           |             | Fontainebleau, musée national du château         | 151                                                  |
|       | Amours jouant avec des fleurs, un chien et une colombe                                                             | Huile sur toile 340 x 88 cm                      | 1758           |             | Fontainebleau, musée national du château         | 152                                                  |
|       | La Résurrection de Lazare                                                                                          | Huile sur toile 210 x 225 cm                     | 1758           |             | Paris, église Saint-Roch                         | 155                                                  |
|       | Jésus demandant à saint Pierre s'il l'aime                                                                         | Huile sur toile 280 x 170 cm                     | 1759           |             | Vaux-le-Pénil, église                            | 159                                                  |
|       | Les disciples d'Emmaüs                                                                                             | Huile sur toile 391 x 260 cm                     | 1759           |             | Orléans, musée des Beaux-Arts                    | 161                                                  |
|       | La Musique | Huile sur toile 105 x 141 cm                     | 1759           |             | Collection particulière                          | 162                                                  |
|       | Portrait de Madame Vien                                                                                            | Huile sur toile 75 x 62 cm                       | vers 1760      |             | Montpellier, musée Fabre                         | 167                                                  |
|       | Vestale couronnée de roses                                                                                         | Huile sur toile 60 x 49 cm                       | 1760           |             | Collection particulière                          | 167a                                                 |
|       | Zéphyre et Flore                                                                                                   | Huile sur toile 303 x 455 cm                     | 1760           |             | Paris, hôtel Amelot de Bisseuil                  | 168                                                  |
|       | Petits zéphyrs déroulant des guirlandes de fleurs                                                                  | Huile sur enduit                                 | vers 1760      |             | Paris, hôtel Amelot de Bisseuil                  | 169                                                  |
|       | L'Amour et Psyché                                                                                                  | Huile sur toile 135 x 171 cm                     | vers 1761      |             | Lille, Palais des Beaux-Arts                     | 171                                                  |
|       | La Musique | Huile sur toile 135 x 170 cm                     | vers 1761      |             | Collection particulière                          | 172                                                  |
|       | La Musique | Huile sur carton 19 x 24 cm                      | vers 1761      |             | Collection particulière                          | 173                                                  |
|       | Jeune grecque qui orne un vase de bronze avec une couronne de fleurs                                               | Huile sur toile 89 x 66 cm                       | 1760           |             | Collection particulière                          | 175                                                  |
|       | Glycère ou La marchande de fleurs                                                                                  | Huile sur toile 89 x 65 cm                       | 1762           |             | Troyes, musée des Beaux-Arts                     | 180                                                  |
|       | Glycère ou la marchande de fleurs                                                                                  | Huile sur toile 72 x 68 cm                       | 1763           |             | Collection particulière                          | 181                                                  |
|       | Proserpine orne de fleurs le buste de Cérès                                                                        | Huile sur toile 72 x 68 cm                       | 1762           |             | Collection particulière                          | 182                                                  |
|       | Offrande présentée dans le temple de Vénus                                                                         | Huile sur toile 72 x 68 cm                       | 1762           |             | Collection particulière                          | 183                                                  |
|       | Une prêtresse brûle de l'encens sur un trépied                                                                     | Huile sur toile 72 x 68 cm                       | 1762           |             | Collection particulière                          | 184                                                  |
|       | Une prêtresse brûle de l'encens sur un trépied dite La vertueuse Athénienne                                        | Huile sur toile 89 x 67 cm                       | vers 1762      |             | Strasbourg, musée des Beaux-Arts                 | 185                                                  |
|       | La Marchande d'Amours                                                                                              | Huile sur toile 98 x 122 cm                      | 1763           |             | Fontainebleau, musée national du château         | 187                                                  |
|       | L'Apothéose de saint Louis                                                                                         | Huile sur toile 470 x 270 cm                     | 1761-1767      |             | Aix-en-Provence, église Sainte-Madeleine         | 188                                                  |
|       | Portrait de la marquise de Migieu                                                                                  | Huile sur toile 134 x 103 cm                     | 1764           |             | Nantes, musée d'Arts                             | 193                                                  |
|       | L'Annonciation | Huile sur toile 340 x 172 cm                     | 1765           |             | Paris, église de l'Assomption                    | 194                                                  |
|       | Marc-Aurèle fait distribuer au peuple des aliments et des médicaments dans un temps de peste et de famine          | Huile sur toile 300 x 301 cm                     | 1765           |             | Amiens, musée de Picardie                        | 195                                                  |
|       | Portrait de Jacques-Louis David                                                                                    | Huile sur toile 46 x 38 cm                       | vers 1765      |             | Angers, musée des Beaux-Arts                     | 196                                                  |
|       | Saint Christophe portant l'Enfant Jésus                                                                            | Huile sur toile 210 x 110 cm                     | 1766           |             | Versailles, cathédrale Saint-Louis               | 197                                                  |
|       | Saint Grégoire le Grand                                                                                            | Huile sur toile 251 x 182 cm                     | 1766           |             | Montpellier, musée Fabre                         | 199                                                  |
|       | Femme qui sort des bains                                                                                           | Huile sur toile 95 x 70 cm                       | 1767           |             | Porto Rico, Museo de Arte de Ponce               | 201                                                  |
|       | Saint Denis prêchant la foi en France                                                                              | Huile sur toile 665 x 400 cm                     | 1767           |             | Paris, église Saint-Roch                         | 202                                                  |
|       | Saint Denis prêchant la foi en France                                                                              | Huile sur toile 110 x 65 cm                      | vers 1767      |             | Montpellier, musée Fabre                         | 203                                                  |
|       | César, débarquant à Cadix, trouve dans le temple d'Hercule la statue d'Alexandre                                   | Huile sur toile 296 x 153 cm                     | 1767           |             | Varsovie, musée national                         | 204                                                  |
|       | César, débarquant à Cadix, trouve dans le temple d'Hercule la statue d'Alexandre                                   | Huile sur carton 43 x 24 cm                      | vers 1767      |             | Arras, musée des Beaux-Arts                      | 205                                                  |
|       | Scipion et la jeune captive                                                                                        | Huile sur toile 298 x 157 cm                     | 1768           |             | Varsovie, musée national                         | 206                                                  |
|       | Vénus montrant à Mars ses pigeons qui ont fait leur nid dans son casque                                            | Huile sur toile 225 x 151 cm                     | 1768           |             | Saint-Pétersbourg, musée de l'Ermitage           | 208                                                  |
|       | Inauguration de la statue équestre du roi                                                                          | Huile sur toile 47 x 61 cm                       | vers 1769      |             | Paris, musée Carnavalet                          | 210                                                  |
|       | Inauguration de la statue équestre du roi                                                                          | Huile sur papier marouflé sur carton 20 x 28 cm  | vers 1769      |             | Paris, musée Carnavalet                          | 211                                                  |
|       | Les villes de la province du Languedoc se mettant sous la protection de la Justice ou Hercule terrassant les Vices | Huile sur toile 552 x 292 cm                     | vers 1770      |             | Montpellier, Palais de Justice                   | 222                                                  |
|       | Diane, au retour de la chasse, ordonne de distribuer le gibier aux bergers des environs                            | Huile sur toile 350 x 230 cm                     | 1772           |             | Versailles, musée national du château            | 224                                                  |
|       | Diane, au retour de la chasse, ordonne de distribuer le gibier aux bergers des environs                            | Huile sur carton 30 x 25 cm                      | 1772           |             | Versailles, musée Lambinet                       | 225                                                  |
|       | Jeune grecque endormie                                                                                             | Huile sur toile 74 x 92 cm                       | 1772           |             | Collection particulière                          | 226                                                  |
|       | Saint Louis remet à la reine, sa mère, la régence du royaume                                                       | Huile sur toile 289 x 214 cm                     | 1773           |             | Paris, École militaire                           | 227                                                  |
|       | Saint Louis remet à la reine, sa mère, la régence du royaume                                                       | Huile sur papier marouflé sur isorel 23 x 17 cm  | vers 1773      |             | Montpellier, musée Fabre                         | 228                                                  |
|       | Deux jeunes Grecques faisant serment de ne jamais aimer                                                            | Huile sur toile 270 x 230 cm                     | vers 1773      |             | Chambéry, Préfecture de la Savoie                | 229                                                  |
|       | Deux jeunes Grecques rencontrent l'Amour endormi dans un jardin                                                    | Huile sur toile 350 x 230 cm                     | 1773           |             | Paris, musée du Louvre                           | 230                                                  |
|       | Amant couronnant sa maîtresse                                                                                      | Huile sur toile 350 x 230 cm                     | 1773           |             | Paris, musée du Louvre                           | 231                                                  |
|       | Deux amants s'unissant à l'autel de l'Hymen                                                                        | Huile sur toile 270 x 240 cm                     | 1774           |             | Chambéry, Préfecture                             | 232                                                  |
|       | Deux jeunes Grecques faisant serment de ne jamais aimer                                                            | Huile sur toile 31 x 19 cm                       | vers 1773      |             | Montpellier, musée Fabre                         | 233                                                  |
|       | Saint Louis et Marguerite de Provence rendant visite à saint Thibault                                              | Huile sur toile 285 x 177 cm                     | 1774           |             | Versailles, musée national du château            | 234                                                  |
|       | Vénus, blessée par Diomède, est sauvée par Iris                                                                    | Huile sur toile 164 x 209 cm                     | 1775           |             | Colombus, Museum of Art                          | 235                                                  |
|       | La toilette d'une jeune mariée dans le costume antique                                                             | Huile sur toile 100 x 135 cm                     | 1777           |             | Collection particulière                          | 238                                                  |
|       | La toilette d'une jeune mariée dans le costume antique                                                             | Huile sur toile 30 x 39 cm                       | après 1777     |             | Localisation actuelle inconnue                   | 240                                                  |
|       | Hector déterminant Pâris à prendre les armes                                                                       | Huile sur toile 330 x 258 cm                     | 1779           |             | Fontainebleau, musée national du château         | 241                                                  |
|       | La famille de Coriolan                                                                                             | Huile sur toile 375 x 310 cm                     | 1779           |             | Aix-en-Provence, musée Granet                    | 242                                                  |
|       | La famille de Coriolan                                                                                             | Huile sur carton 12 x 16 cm                      | vers 1779      |             | Collection particulière                          | 243                                                  |
|       | Briséis remise par Patrocle entre les mains des hérauts d'Agamemnon                                                | Huile sur toile 326 x 424 cm                     | 1781           |             | Arras, musée des Beaux-Arts                      | 244                                                  |
|       | Les adieux de Briséis et Achille                                                                                   | Huile sur toile 18 x 23 cm                       | vers 1779      |             | Montpellier, musée Fabre                         | 245                                                  |
|       | Portrait de Jean-Marie Vien                                                                                        | Pastel 54 x 43 cm                                | vers 1783      |             | Béziers, musée des Beaux-Arts                    | 247                                                  |
|       | Portrait de Jean-Marie Vien                                                                                        | Huile sur toile                                  | vers 1776-1780 |             | Montpellier, musée Fabre                         | Non catalogué                                        |
|       | Priam partant pour supplier Achille de lui rendre le corps d'Hector                                                | Huile sur toile 325 x 420 cm                     | 1783           |             | Localisation actuelle inconnue                   | 248                                                  |
|       | Priam partant pour supplier Achille de lui rendre le corps d'Hector                                                | Huile sur papier marouflé sur toile 52 x 67 cm   | vers 1783      |             | Collection particulière                          | 249                                                  |
|       | Dispute d'Agamemnon et d'Achille                                                                                   | Huile sur bois 20 x 27 cm                        | 1780-1785      |             | Rouen, musée des Beaux-Arts                      | 250                                                  |
|       | Priam prosterné aux pieds d'Achille                                                                                | Huile sur carton 19 x 24 cm                      | 1780-1785      |             | Collection particulière                          | 251                                                  |
|       | L'embarquement de Briséis, confiée à Ulysse par Agamemnon                                                          | Huile sur carton 15 x 18 cm                      | 1780-1785      |             | Rouen, musée des Beaux-Arts                      | 253                                                  |
|       | Priam revenant du camp d'Achille avec le corps d'Hector                                                            | Huile sur carton marouflé sur toile 11 x 14 cm   | vers 1785      |             | Collection particulière                          | 257                                                  |
|       | Le cadavre d'Hector                                                                                                | Huile sur toile 38 x 55 cm                       | vers 1785      |             | Morlaix, musée des Jacobins                      | 260                                                  |
|       | Les adieux d'Hector et d'Andromaque                                                                                | Huile sur toile 320 x 420 cm                     | 1786           |             | Paris, musée du Louvre                           | 261                                                  |
|       | Les adieux d'Hector et d'Andromaque                                                                                | Huile sur toile 26 x 33 cm                       | vers 1786      |             | Caen, musée des Beaux-Arts                       | 262                                                  |
|       | Une mère faisant porter des offrandes à l'autel de Minerve                                                         | Huile sur toile 109 x 129 cm                     | 1788           |             | Collection particulière                          | 269                                                  |
|       | L'Amour fuyant l'esclavage                                                                                         | Huile sur toile 131 x 161 cm                     | 1789           |             | Toulouse, musée des Augustins                    | 270                                                  |
|       | L'Amour fuyant l'esclavage                                                                                         | Huile sur carton 13 x 16 cm                      | vers 1789      |             | Béziers, musée des Beaux-Arts                    | 272                                                  |
|       | Hélène poursuivie par Énée dans le temple de Vesta                                                                 | Huile sur toile 327 x 417 cm                     | 1792           |             | Clermont-Ferrand, musée des Beaux-Arts           | 273                                                  |
|       | Bouquet d'oeillets et de giroflées dans une carafe de cristal                                                      | Huile sur bois 41 x 32 cm                        | 1806           |             | Louisville, Speed Art Museum                     | 275                                                  |
|       | Bouquet de roses et de giroflées dans un verre de cristal                                                          | Huile sur bois 41 x 32 cm                        | 1806           |             | Louisville, Speed Art Museum                     | 276                                                  |
|       | Bacchanale | Huile sur ?                                      | 1806           |             | Localisation actuelle inconnue                   | 280                                                  |
|       | Bacchanale | Huile sur ?                                      | 1806           |             | Localisation actuelle inconnue                   | 281                                                  |
|       | Andromaque montrant à son fils les armes d'Hector                                                                  | Huile sur papier marouflé sur carton 12 x 16 cm  | 1807           |             | Collection particulière                          | 285                                                  |